# تبني سري
التبني السري هي عملية يتم فيها تبني طفل رضيع من قبل عائلة أخرى مع اغلاق سجل الوالدين البيولوجيين. لا يُسجل الأب البيولوجي في كثير من الأحيان حتى في شهادة الميلاد الأصلية. لا يمكن تبني طفل أكبر سنًا يعرف والديه البيولوجيين بشكل سري. يعتبر هذا النوع من التبني الأكثر شعبية وبلغ ذروته في فترة ما بعد الحرب العالمية الثانية. ولا يزال موجودًا حتى اليوم جنبًا إلى جنب مع التبني العلني. تمنع السجلات الرسمية الطفل المُتبنى والوالدين البيولوجيين من إيجاد أو معرفة أي شيء عن بعضهما البعض (خاصة في وقت ما قبل الإنترنت). لا تدعم الرابطة الدولية للأشخاص المتبنين أي شكل من أشكال التبني السري لأنها تعتقد أن التبني السري يضر بالصحة النفسية للطفل المُتبنى. ومع ذلك فإن ظهور المنظمات غير الربحية والشركات الخاصة التي ساعدت الأفراد الذين يرغبون في الاتصال بأقاربهم البيولوجيين من خلال اوراقهم الرسمية كان فعالًا.

## خلفية التبني وإجراءاته
إن الأسباب الأربعة الرئيسية التي تدفع الأزواج للحصول على طفل عن طريق التبني السري هي العقم واللاجنسية (عدم الانجذاب الجنسي) والاهتمام برفاهية الطفل (قلّة احتمال أن يتبناه الآخرون) واختيار جنس الطفل (عائلة تملك خمس فتيات وليس لديها صبية مثلا). كانت ولاية مينيسوتا أول ولاية أمريكية تقر قانون التبني وإغلاق السجلات في عام 1917. ثم أقرت معظم الولايات الأمريكية والمقاطعات الكندية ذات القانون. يذكر أن السبب وراء إغلاق السجلات وتنفيذ عمليات التبني السرية هو حماية الأطفال المتبنين والآباء بالتبني من ازعاج الوالدين البيولوجيين والسماح للآباء البيولوجيين بممارسة حياة جديدة.
يلجأ العديد من الآباء الذين يسعون إلى التبني غير السري إلى وكالات التبني المحلية المرخصة من الدولة. وقد تكون الوكالة عضوًا في الرابطة الوطنية الأمريكية لرعاية الطفل (CWLA). لا تزال الرابطة الوطنية الأمريكية لرعاية الطفل والعديد من وكالات التبني تعمل حتى اليوم بأجندات أوسع وأكثر اختلافًا مقارنة بالسنوات الماضية إذ تولت الحكومة بعض مسؤوليات الوكالة السابقة.
يوضع الطفل الرضيع قبل التبني في رعاية مؤقتة بتكليف من الدولة لعدة أسابيع أو حتى عدة أشهر حتى يتم اعتماد التبني. يساعد ذلك أيضًا في ضمان صحته وإعطاء الوقت للوالدين البيولوجيين حتى يكونا متأكدين في التنازل عن الطفل. تعتبر هذه القوانين غير محببة في الوقت الحاضر لأنها تمنع الترابط الفوري بين الأم والطفل. كما يتوفر اختبار طبي سواء قبل الولادة أو بعدها. طور العديد من الأطفال سلوك خاص بدور الأيتام مثل ضرب الرأس وهزه وهز اليد. احتفظ العديد من البالغين الذين تم تبنيهم في الطفولة بهذا السلوك خاصة عند التعب.
تقوم الوكالة بنقل الرضيع من الحضانة (إذا اسُتخدمت) إلى الوالدين بالتبني بمجرد الموافقة على العملية. وبعد أن يقضي الرضيع بضعة أسابيع أو أشهر مع الوالدين بالتبني يوافق القاضي المحلي رسميًا بشكل قانوني على التبني. تذكر الوثائق الأم البيولوجية حتى الجلسة النهائية للمحكمة ثم يُصدر القاضي شهادة ثانية معدلة تسمى أحيانًا شهادة ميلاد وتنص على أن الوالدين المتبنين هما والدا الطفل وتصبح هي شهادة الميلاد الدائمة والقانونية للشخص المُتبنى. شُرّعت بعض القوانين في فترة ما بعد الحرب العالمية الثانية والتي منعت كل من الشخص المُتبنى والأسرة البيولوجية من الوصول إلى بعضهما وحدّت من كمية المعلومات المقدمة لهم (على الرغم من أن ذلك قد اختلف بعض الشيء على مر السنين واختلف بين كل وكالة تبني وأخرى). كان الهدف من تشريع قوانين إغلاق السجلات الحفاظ على خصوصية المعلومات عن جميع الأطراف باستثناء أطراف الدعوى (الشخص المُتبنى والوالدان بالتبني والوالدان البيولوجيان والوكالة). ثم أُعيد تفسير القوانين وكتابتها لإغلاق سجلات المعلومات حتى عن الأطراف المعنية.
تُعدل المدينة ومكان ولادة المتبنى وفقًا لشهادة الميلاد المعدلة إلى مكان سكن الوالدان بالتبني عند الانتهاء من عملية التبني في بعض الولايات مثل نورث كارولينا وجورجيا وفرجينيا. لن تسجل الولايات الموقع الصحيح لميلاد الأطفال المتبنين في كثير من الأحيان. وقد تم حرمان بعض المتبنين من إصدار جوازات سفرهم بسبب شهادات ميلادهم غير المكتملة. قد يحذف اسم المشفى أيضًا عن شهادة الميلاد المعدلة خاصةً إذا كانت المشفى تخدم الأمهات غير المتزوجات بشكل رسمي. يدير جيش الخلاص (جمعية خيرية) العديد من هذه المستشفيات في الولايات المتحدة والتي سميت نسبة لمؤسسها ويليام بوث. أغلقت جميع هذه المستشفيات بحلول منتصف سبعينيات القرن العشرين بسبب ارتفاع التكاليف وعدم الحاجة إلى سرية العمليات إذ تلاشت وصمة العار الاجتماعية المتعلقة بإنجاب طفل دون زواج في أمريكا. وجد عدد كبير من الأمهات اللاتي يربين أطفالهن دون زوج (بمساعدة مؤسسة الرعاية الحكومية في أغلب الأوقات).

## عمليات البحث ولم الشمل
أُنشئت سجلات لم الشمل بحيث يتمكن الأولاد والوالدان البيولوجيان أو الأشقاء أو غيرهم من أفراد الأسرة من إيجاد بعضهم البعض بتكلفة قليلة أو بدون تكلفة. ويجب في هذه السجلات التي تعتمد على الموافقة الثنائية أن يكون كلا الطرفين قد طلبا اللقاء حتى يحصل الاتصال. يشترط معظمهم أن يكون عمر المتبني 18 سنة على الأقل. توجد اليوم العديد من صفحات الويب العالمية وغرف الدردشة وغيرها من المواقع عبر الإنترنت التي توفر معلومات البحث والتسجيل والدعم.
وجد منذ البداية مجموعة (ملائكة البحث) الذين يساعدون الاشخاص المتبنين لإيجاد إخوتهم وعائلاتهم الأصلية مجانًا. تتكون مجموعات البحث عادة من الأشخاص الذين يتعاطفون مع التبني ويشعرون أنه لا ينبغي فرض رسوم على أي شخص مقابل الحصول على معلومات عن نفسه أو عن أسرته. تتغير القوانين بشكل دائم إذ توجد الآن قوانين في عدد من الولايات الأمريكية وعدد من المقاطعات في كندا والمملكة المتحدة وأستراليا تسمح بالوصول إلى السجلات الخاصة بمعلومات الاشخاص المتبنين وعائلاتهم البيولوجية.
تملك بعض الدول أنظمة وسيطة سرية التي غالبًا ما تطلب من الشخص تقديم طلب إلى المحكمة لعرض سجلات التبني المغلقة ثم يجري الوسيط عملية بحث مماثلة للتي يقوم بها محقق خاص. يمكن أن يبدأ البحث عن الأم البيولوجية بناءً على طلب من المُتبنى أو يجري العكس. من الممكن في الكثير من الحالات أن تتزوج الأم البيولوجية وتنتقل للسكن في مكان آخر بعد ولادة الشخص المتبنى بعدة سنوات مما يؤدي إلى تغيير اسم عائلتها وقد يجعل ذلك عملية البحث صعبة وتستغرق وقتًا طويلاً إلا أن شهادة الزواج قد توفر الدليل المطلوب فيما يتعلق بمكان تواجد الأم. وعندما يصبح الوسيط قادرًا على الاتصال بالوالدة (أو المُتبنى) يخبرها أن طفلها بالتبني (أو الأم البيولوجية) يسأل عنها، إذا رفض هذا الطرف التواصل بموجب القانون فلن يتم تقديم المعلومات لأي شخص. يرسل الوسيط عادةً شهادة الميلاد غير المعدلة الرسمية التي يحصل عليها من المحكمة بمجرد الانتهاء من البحث وموافقة الأم البيولوجية على الاتصال بابنها. ويبقى ملف الوالدين بالتبني مع وكالة التبني سريًا.
يمكن أن تصل أجور الوسيط السري ورسوم المحكمة إلى نحو 500 دولار ولكنها تختلف حسب الولاية والوكالة الوسيطة. بالنسبة للأشخاص الذين لا يستطيعون تحمل الرسوم توجد مساعدة مقدمة من قسم تحصيل الضرائب في الولاية أو منظمات غير ربحية، ويمكن لأي شخص أن يطلب منهم هذه المساعدة. تتقاضى معظم الوكالات رسومًا ثابتة تتضمن كل الأجور إلا في الحالات غير الاعتيادية إذ تطلب أموال إضافية. إذا تعذّر على المُتبنى العثور على عائلته البيولوجية أو كان يفضل الاستعانة بطرف ثالث يمكنه غالبًا استخدام الوسيط السري نفسه مقابل دفع رسوم إضافية.